# Oxalis argentina
Oxalis argentina är en harsyreväxtart som beskrevs av Paul Erich Otto Wilhelm Knuth. Oxalis argentina ingår i släktet oxalisar, och familjen harsyreväxter. Inga underarter finns listade i Catalogue of Life.